# 佐志站
佐志站（日语：／ Sashi eki */?）是位於鹿兒島縣薩摩郡宮之城町大字廣瀨（現時：薩摩郡薩摩町廣瀨），日本國有鐵道（國鐵）宮之城線的鐵路車站（廢站）。

## 歷史
- 1934年（昭和9年）7月8日：宮之城站至薩摩鶴田站之間開通，此站啟用[1][2]。當時此站為一般車站[1]。
- 1962年（昭和37年）3月25日：結束貨運業務[1]。
- 1964年（昭和39年）4月1日：成為業務委託車站。
- 1971年（昭和46年）10月20日：結束行李起卸業務[3]。同時此站成為無人車站[4]。
- 1987年（昭和62年）1月10日：隨著宮之城線全線廢除，此站也被廢除[1]。

## 車站構造
此站為無人車站，設有1面1線的單式月台。沒有站舍。

## 使用狀況
以下為各年1日平均上下車人次和貨物起卸量列表。
| 年度               | 上下車人次（人） | 貨物起卸量（公噸） |
| ------------------ | ---------------- | ------------------ |
| 1935年（昭和10年） | 28,150           | 1,800              |
| 1945年（昭和20年） | 75,450           | 5,810              |
| 1955年（昭和30年） | 78,624           | 9,697              |
| 1965年（昭和40年） | 79,155           | -                  |
| 1968年（昭和43年） | 63,625           | -                  |

## 車站周邊
在舊佐志站周邊設有替代巴士南國交通「佐志站前」巴士站。

## 現狀
遺址設置了「國鐵宮之城線佐志站跡」之紀念碑和車輪。

## 相鄰車站
日本國有鐵道（國鐵）
宮之城線
宮之城－佐志－薩摩湯田

## 注腳
1. 1 2 3 4 5 6  石野哲（編）. . JTB. 1998: 707. ISBN 978-4-533-02980-6 （日语）.
2. ↑  《宮之城町史》p.789 宮之城町
3. ↑  . 官報. 1971-09-30 （日语）.
4. ↑  . 鐵道公報（日语：鉄道公報） (日本國有鐵道總裁室文書課). 1971-09-30: 11 （日语）.
5. ↑  《宮之城町史》p.790 宮之城町

## 相關項目
- 日本鐵路車站列表 Sa